# Mike Westbrook
Michael John David Westbrook (High Wycombe, 31 maart 1936) is een Britse jazzpianist, -componist en schrijver van georkestreerde jazzstukken.

## Biografie

### Vroeg werk
Mike Westbrook werd geboren in High Wycombe, Buckinghamshire en groeide op in Torquay. Na een periode in comptabiliteit en zijn National Service (een deel daarvan in Duitsland) ging hij naar de kunstacademie en studeerde schilderkunst in Plymouth. Daar begon hij ook zijn eerste bands in 1958, al snel vergezeld door muzikanten als John Surman, Lou Gare en Keith Rowe. Na zijn verhuizing naar Londen in 1962 leidde Westbrook talrijke bands, groot en klein, en speelde hij regelmatig in de Old Place en de Little Theatre Club in Garrick Yard, St Martin's Lane. Samen met Chris McGregors Brotherhood of Breath deelde Westbrook de rol van huisband bij Ronnie Scott's Jazz Club. Hij werd een sleutelfiguur in de ontwikkeling van de Britse jazz en produceerde tussen 1967 en 1969 verschillende bigband-platen voor Deram Records, met de nieuw gevormde Mike Westbrook Concert Band. Hierin zaten musici als Surman, Mike Osborne en Harry Miller. De band varieerde in grootte van 10 tot 26 muzikanten. In 1968 maakte zijn band hun internationale debuut op het Montreux Jazz Festival met Malcolm Griffiths, Alan Jackson, Harry Miller, Mike Osborne en John Surman.
Zijn muziek kreeg aandacht op BBC Radio, in de Jazz Club en Jazz Scene-programma's op BBC Radio 1 en hij begon op te treden als presentator en commentator op nieuwe Britse jazz tot en met 1968 en 1969. Hij was te zien op BBC TV, toen Jazz Scène werd overgedragen aan de BBC Two tv-service. De zender zond op dinsdag 25 november 1969 om 20.45 uur Metropolis uit, gebaseerd op Westbrooks indrukken van een eerste bezoek aan Londen, van The Mike Westbrook Concert Band vanuit de Ronnie Scott Club. De British Arts Council kende Westbrook een beurs toe om Metropolis te ontwikkelen voor een uitgebreide Concert Band en de jazzsuite werd verder uitgezonden op BBC Radio Three op vrijdag 9 januari 1970 om 21.00 uur. De composities en uitvoeringen van Westbrook werden in de jaren 1970 en 1980 regelmatig uitgezonden door de BBC. Metropolis werd opgenomen in de Landsdowne Studios, Londen, op 3, 4 en 5 augustus 1971 en uitgebracht door RCA Victor in het Verenigd Koninkrijk en Japan. De andere grote, uitgebreide orkestcompositie Citadel/Room 315 met saxofonist John Surman, werd opgenomen in maart 1975.
In de jaren 1970 waren er veel verschillende projecten. Cosmic Circus, opgericht samen met John Fox, die ook componist was en gespecialiseerd in grootschalige, eenmalige hightech-shows met hoogduikers, koorddansen, carnavalsoptochten en meer. Het maakte deel uit van Earthrise Tour in het Verenigd Koninkrijk (mei 1970 tot oktober 1971). Dit omvatte ook zangeres Norma Winstone, die destijds op verschillende albums van de band optrad. Adrian Mitchell trok Mike Westbrook aan voor zijn musical Tyger, over het leven van William Blake voor het Royal National Theatre. Dit zou een grote invloed hebben op het werk van Mike Westbrook (zie de paragraaf over later werk hieronder).In 1972 en 1973 werkte hij ook in de context van zijn jazzrockband Solid Gold Cadillac. Het meest consequente effect hiervan was de deelname van Phil Minton. Zijn onmiskenbare stem zou in veel van Westbrooks latere projecten voorkomen. Een live optreden van Solid Gold Cadillac (in het theater van Parijs in Londen) is tussen 2002 en 2007 herhaaldelijk uitgezonden door BBC Radio 6. In maart 1977 fuseerden de Mike Westbrook Brass Band, de avant-rockband Henry Cow en de folkzangeres Frankie Armstrong tot het Orckestra. Het ensemble trad op in Londen en verschillende steden in Europa, hun laatste concert was in mei 1978 in Bordeaux, Frankrijk.

### Later werk
Zijn werk voor het theater begon met Adrian Mitchell's Tyger, een herdenking van William Blake, opgevoerd door het Royal National Theatre in 1971. Dit werd een hoogtepunt voor zijn Brass Band uit de jaren 1970 en 1980 en de lp The Westbrook Blake - Bright As Fire volgde in 1980. Een herziene en uitgebreide versie van het werk werd opnieuw opgenomen in 1997 en kreeg de naam Glad Day. In 1982 nam Westbrook, op aandringen van de anti-nucleaire campagnevoerder E.P. Thompson, The Human Abstract op als single voor CND. De omslag bevatte een uittreksel uit het protestbrochure Protest and Survive van Thompson uit 1980 en de single een poëzie/grafisch inzetstuk, ontworpen door Kate Westbrook en Michael Kustow. De Brassband nam ook Mama Chicago op, omschreven als een Jazz Cabaret, met de stemmen van Phil Minton en Kate Westbrook. Het album werd in 2007 voor het eerst op cd uitgebracht. Meer recentelijk heeft Mike Westbrook het werk verder ontwikkeld en bevat het nu een volwassen koor en bij gelegenheid een kinderkoor bij live optredens.
Verdere opmerkelijke werken zijn onder meer On Duke's Birthday, dat was gewijd aan de nagedachtenis van Duke Ellington, dat in de zomer van 2007 opnieuw op cd werd uitgebracht, Big Band Rossini, die te zien was op de BBC Proms van 1992, en Chanson Irresponsable (2002), in opdracht van BBC Radio 3, dat jazz- en klassieke musici samenbrengt in het New Westbrook Orchestra. Westbrook ontving in 1988 een OBE en in 2004 kende de Plymouth University hem een eredoctoraat muziek toe. Hij blijft jazzpartituren produceren, veel voor het theater met zijn vrouw, de singer/songwriter Kate Westbrook. Hij was te zien in de BBC-documentaire Jazz Britannia uit 2003. Andere projecten zijn onder meer ART WOLF, geïnspireerd door het leven en werk van de alpineschilder Caspar Wolf. Hierin worden Kate en Mike Westbrook bijgestaan door saxofonisten Pete Whyman en Chris Biscoe. In een ander project werd het stel vergezeld door vier vooraanstaande Devon-muzikanten om de Village Band te vormen. De akoestische brassband speelt vele jazzstandards en het originele stuk de Waxeywork Show, met muziek geschreven door Mike en tekst door Kate. De band treedt voornamelijk op in de omgeving van Devon en Cornwall en in 2006 traden ze verschillende keren op tijdens het London Jazz Festival.
Recentere projecten zijn onder meer Fine 'n Yellow, een stuk dat is geschreven ter ere van het leven van Margery en John Styles, twee vrienden die de oprichters waren van de Westbrook-nieuwsbrief, The Smith's Academy Informer. Het stuk werd opgenomen en cd-kopieën werden gegeven aan abonnees van de nieuwsbrief. Het heeft sindsdien een algemene cd-publicatie gehad. Kate en Mike kregen opnieuw gezelschap van saxofonisten Pete Whyman en Chris Biscoe. Steve Berry speelde bas en Jon Hiseman speelde op drums. Het stuk kreeg zijn eerste openbare uitvoering tijdens een concert ter gelegenheid van Mike Westbrooks 75ste verjaardag in Kings Place in Londen op 2 april 2011. De muzikanten bij het optreden met Kate en Mike Westbrook waren Chris Biscoe, Chris Caldwell en Andy Tweed (saxofoons), Karen Street (saxofoon en accordeon), Steve Berry (bas) en Simon Pearson (drums). Het werk The Serpent Hit ging in première tijdens dit concert, waarbij de bovengenoemde muzikanten werden gebruikt, maar zonder Steve Berry. The Serpent Hit heeft, net als Fine 'n Yellow, teksten van Kate Westbrook en muziek van Mike Westbrook. Bij een ander project werkt Mike samen met enkele van de beste West Country-muzikanten in The Mike Westbrook Big Band. Ze spelen een aantal Westbrook-originelen en Mike's arrangementen van stukken van Duke Ellington en anderen.
In 2012 bracht het trio Three into Wonderfull uit, een album dat digitaal opnieuw gemasterd is door Jon Hiseman, dat een dwarsdoorsnede van de opnamen van de groep over drie decennia presenteert en originele liedjes, instellingen van Europese poëzie en jazzstandards bevat. De kern van het album wordt gevormd door niet eerder uitgebracht materiaal uit het midden van de jaren 1990, dat enkele van de beste opgenomen uitvoeringen van het trio bevat. De Mike Westbrook Big Band, nu ook bekend als The Uncommon Orchestra, bracht in 2016 een album uit met de naam A Bigger Show, opgenomen tijdens een concert in het Barnfield Theatre (Exeter) door Jon Hiseman en Miles Ashton. Het is oorspronkelijk een bewerking van de Waxeywork Show, uitgevoerd door The Village Band. De 21-koppige bezetting omvat langdurige Westbrook-medewerkers zoals Dave Holdsworth en Alan Wakeman, evenals jongere, opkomende muzikanten. Mike Westbrook was 80 jaar oud in 2016 en als onderdeel van de festiviteiten nam hij zijn eerste solo piano album PARIS op sinds 40 jaar. Het werd twee avonden live opgenomen in de kunstgalerie van Hélène Aziza in Parijs door drummer Jon Hiseman.

## Discografie

### Albums
- 1967: Celebration (Deram Records)
- 1969: Release
- 1969: Marching Song – Volumes 1 And 2 (Deram)
- 1970: Love Songs (Deram)
- 1971: Metropolis (RCA Neon)
- 1971: Tyger (RCA)
- 1971: Solid Gold Cadillac (RCA)
- 1972: Live (Cadillac)
- 1973: Brain Damage (RCA)
- 1974: Citadel/Room 315 (RCA)
- 1975: For The Record (Transatlantic Records)
- 1976: Love/Dream and Variations (Transatlantic Records)
- 1976: Piano
- 1978: Goose Sauce
- 1979: Mama Chicago (2 cd's)
- 1980: The Westbrook Blake – Bright As Fire
- 1981: The Paris Album
- 1983: The Cortège (Original)
- 1983: A Little Westbrook Music
- 1985: Love For Sale
- 1985: On Duke's Birthday (Hathut Records)
- 1985: The Ass
- 1986: London Bridge Is Broken Down (2 cd's)
- 1986: Pier Rides
- 1987: Westbrook-Rossini (hat ART)
- 1994: Westbrook-Rossini, Zürich Live 1986
- 1989: Off Abbey Road
- 1995: Stage Set
- 1996: Bar Utopia
- 1997: Love or Infatuation
- 1998: The Orchestra of Smith's Academy
- 1998: Platterback
- 1999: Glad Day (Settings of William Blake)
- 2002: L'ascenseur: Lift
- 2003: Chanson Irresponsable
- 2005: Art Wolf
- 2008: Waxeywork Show
- 2009: Fine 'n' Yellow
- 2009: allsorts
- 2011: Mama Chicago (dvd)
- 2012: Three Into Wonderfull (Voiceprint Records, compilatie)
- 2013: The Serpent Hit (Westbrook Records)
- 2014: Glad Day – Live (2dvd/2cd, Westbrook Records)
- 2016: A Bigger Show (cd, ASC Records)
- 2016: PARIS (cd, ASC Records)
- 2017: Starcross Bridge (cd, hatology)
- 2018: Last Night At The Old Place (cd, Cadillac)
- 2019: Catania (cd, Westbrook Records)
- 2020: Love and Understanding: Citadel/Room 315 Sweden '74 (2lp/cd, My Only Desire Records)

### Singles
- 1969: A Life of Its Own
- 1982: The Human Abstract

- Bibsys: 3041446
- Bibliothèque nationale de France: cb13901109r (data)
- CiNii: DA17482777
- Gemeinsame Normdatei: 134555139
- International Standard Name Identifier: 0000 0000 5512 9742
- Library of Congress Control Number: n87100726
- MusicBrainz: 7d8cd0b7-b0ac-45d1-ad6a-3c45c8e9b4ef
- Nationale Bibliotheek van Israël: 987007333179805171
- Nederlandse Thesaurus van Auteursnamen: 101805314
- Système universitaire de documentation: 162171447
- Virtual International Authority File: 197975
- WorldCat: E39PBJwRTvgXCQDyqQQvcB6R8C